# Сельское поселение Царёвское (Московская область)
Се́льское поселе́ние Царёвское — упразднённое муниципальное образование (сельское поселение) в составе Пушкинского муниципального района Московской области.
Административным центром было село Царёво.

## География
Расположено в восточной части Пушкинского района. На западе граничит с городским поселением Пушкино, городским поселением Лесной, городским поселением Софрино и городским поселением Ашукино, на севере — с сельским поселением Лозовское Сергиево-Посадского района, на востоке — с городским округом Красноармейск и сельским поселением Огудневское Щёлковского района, на юге — с сельским поселением Трубинское и сельским поселением Гребневское Щёлковского района, а также городским округом Ивантеевка. Площадь территории — 13 501 га.

## Население
| 2006  | 2007  | 2008  | 2009  | 2010  | 2011  | 2012  | 2013  | 2014  |
| ----- | ----- | ----- | ----- | ----- | ----- | ----- | ----- | ----- |
| 5936  | ↘5465 | ↘5451 | ↗5466 | ↗6269 | ↗6436 | →6436 | ↗6502 | ↗6636 |
| 2015  | 2016  | 2017  | 2018  | 2019  |       |       |       |       |
| ↗6825 | ↘6606 | ↘6597 | ↘6580 | ↘6531 |       |       |       |       |

## История
12 июля 1929 года было подписано постановление президиума Всероссийского центрального исполнительного комитета «О составе округов и районов Московской области и её центрах». В составе Московской области были образованы 10 округов и 141 район. В числе этих образованных районов был и Пушкинский район, который вошёл в состав Московского округа Московской области. В район вошли основная часть Пушкинской волости Московского уезда, Софринская и Путиловская волости Сергиевского уезда, а также часть Щёлковской волости Московского уезда и часть Хотьковской волости Сергиевского уезда Московской губернии. Административным центром района стал город Пушкино.
В процессе районирования, проходившем в июле — декабре 1929 года, одновременно с формированием границ районов менялась и сеть сельских советов. Постановлением президиума Мособлисполкома и Московского Совета рабочих, крестьянских и красноармейских депутатов от 6 января 1930 года № 2 (протокол № 37) были подведены итоги районирования Московской области и определено административно-территориальное деление районов области.
Село Царёво было административным центром Царёвского сельсовета, который входил в состав Путиловской волости, с центром в селе Путилово. В начале 1930 года на территории Путиловской волости после преобразований оставались 7 сельсоветов — Барковский, Березняковский, Лепешкинский, Лукьянцевский, Муромцевский, Путиловский и Царёвский.
В 1959 году к Царёвскому сельсовету была присоединена часть упразднённого Путиловского сельсовета Мытищинского района.
В 1960 году к Царёвскому сельсовету была присоединена часть упразднённого Жуковского сельсовета Калининградского района. Другая часть отошла к Пушкинскому сельсовету.
В 2003 году по решению исполняющего обязанности губернатора Московской области А. Б. Пантелеева Царёвский и Пушкинский сельские округа Пушкинского района были объединены в единый Царёвский сельский округ с центром в селе Царёво.
Сельское поселение Царёвское было образовано согласно закону Московской области от 8 февраля 2005 г. № 37/2005-ОЗ «О статусе и границах Пушкинского муниципального района и вновь образованных в его составе муниципальных образований». В его состав вошли 29 населённых пунктов позже упразднённого Царёвского сельского округа.
6 мая 2019 года все городские и сельские поселения Пушкинского муниципального района упразднены и объединены в новое единое муниципальное образование — Пушкинский городской округ.

## Состав сельского поселения
| №  | Населённый пункт | Тип населённого пункта       | Население |
| -- | ---------------- | ---------------------------- | --------- |
| 1  | Аксёнки          | деревня                      | ↗13       |
| 2  | Барково          | село                         | ↗403      |
| 3  | Березняки        | деревня                      | ↘24       |
| 4  | Введенское       | деревня                      | ↗210      |
| 5  | Грибово          | деревня                      | ↘8        |
| 6  | Доброе           | посёлок                      | ↘113      |
| 7  | Доровское        | посёлок                      | ↘64       |
| 8  | Жуковка          | деревня                      | ↗198      |
| 9  | Зверосовхоза     | посёлок                      | ↗2110     |
| 10 | Зелёный          | посёлок                      | ↗19       |
| 11 | Ивошино          | деревня                      | ↗7        |
| 12 | Комягино         | село                         | ↘54       |
| 13 | Коптелино        | деревня                      | ↗245      |
| 14 | Левково          | село                         | ↗467      |
| 15 | Лепёшки          | деревня                      | ↗250      |
| 16 | Михайловское     | деревня                      | ↗82       |
| 17 | Нагорное         | посёлок                      | ↗922      |
| 18 | Назарово         | деревня                      | ↘107      |
| 19 | Невзорово        | деревня                      | ↗25       |
| 20 | Никулино         | деревня                      | ↗32       |
| 21 | Останкино        | деревня                      | ↘12       |
| 22 | Паршино          | хутор                        | ↗27       |
| 23 | Путилово         | село                         | ↗118      |
| 24 | Старое Село      | деревня                      | ↘8        |
| 25 | Фёдоровское      | деревня                      | ↘123      |
| 26 | Фомкино          | деревня                      | ↗17       |
| 27 | Царёво           | село, административный центр | ↗588      |
| 28 | Чекмово          | деревня                      | ↗13       |
| 29 | Шаблыкино        | деревня                      | ↘10       |

## Комментарии
1. ↑  Согласно Постановлению Губернатора МО от 13.11.2001 № 345-ПГ Архивная копия от 4 марта 2016 на Wayback Machine в состав деревни включён посёлок санатория «Спутник».